# Ovidiu (Rumænien)
Ovidiu (rumænsk udtale: oˈvidju, historisk navn: Canara, tyrkisk: Kanara) er en by beliggende et par kilometer nord for Constanța i distriktet Constanța i Nord Dobruja, Rumænien. Ovidiu er ret lille med et indbyggertal på omkring 13.968 (2021), og nærmest en forstad til Constanța. Den blev officielt en by i 1989, som et resultat af Rumæniens landdistriktsreform.
I 1930 blev byen omdøbt til Ovidiu efter den romerske digter Ovid (latin: Ovidius). Han blev angiveligt begravet på en nærliggende lille ø (også kaldet Ovidiu) i Siutghiol-søen.